# Waltersweier
Waltersweier ist ein Ortsteil von Offenburg in Baden-Württemberg im Ortenaukreis mit 1088 Einwohnern (Stand 2018).

## Nachbargemeinden
Die Grenze der Gemarkung verläuft im Norden gegen die Gemarkung Weier, im Nordosten gegen Bühl, im Süden gegen die Stadt Offenburg und im Nordwest gegen die Exklave der Gemarkung Bühl.

## Geschichte
Am 1. Dezember 1971 wurde Waltersweier im Zuge der Gemeindereform nach Offenburg eingemeindet.

## Namensgebung
In alten Schriften wird das Dorf mit Waltharisvillare bezeichnet. Dieser Name kommt von dem römischen villare und änderte sich im Laufe der Zeit in die heutige Bezeichnung Waltersweier. Auch in dem Wort Weiler kommt der Name in der gleichen Bedeutung vor. Orte mit diesem Namen liegen meistens in einst von den Römern besetzten Gebieten

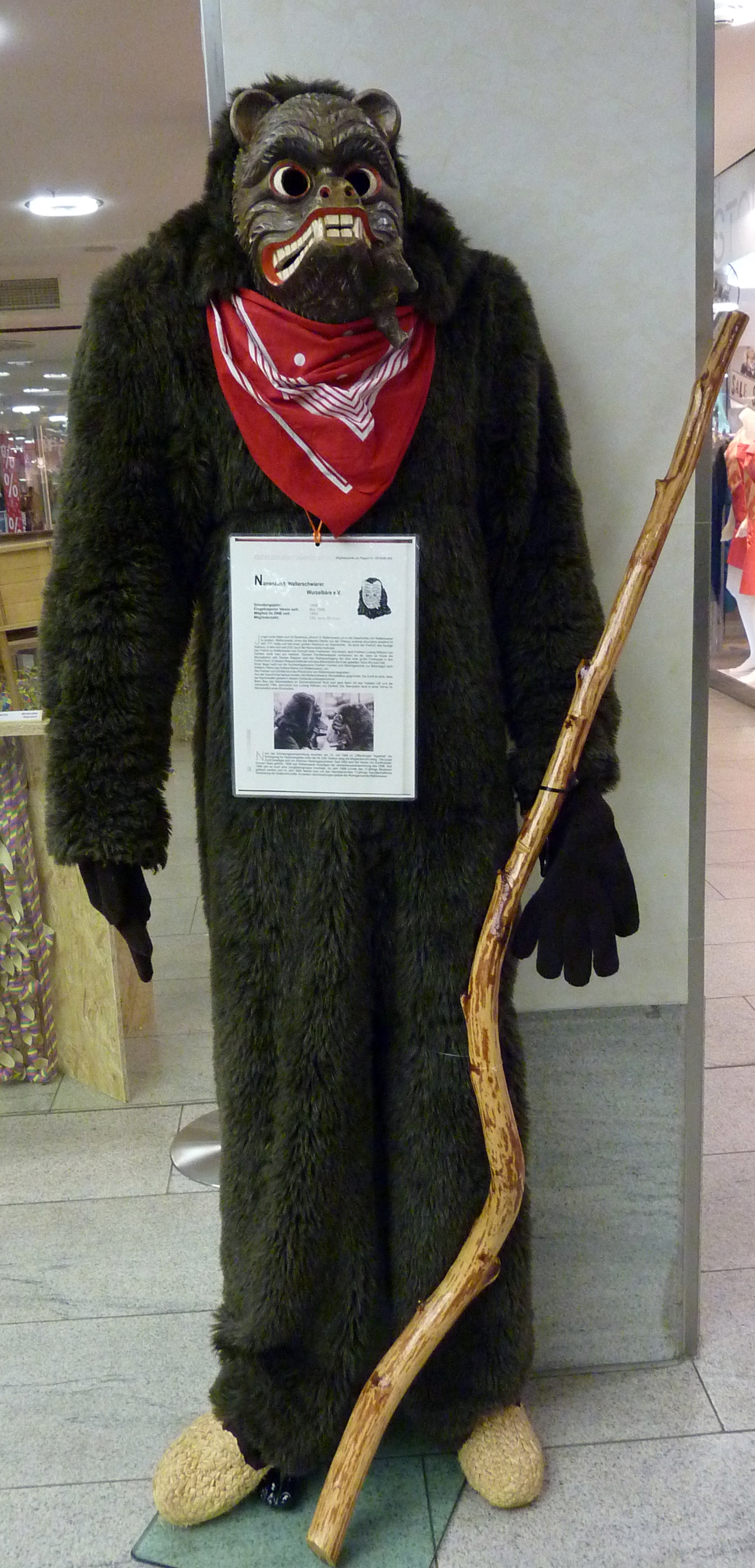
Häsfigur der Narrenzunft Walterschwierer Wurzelbäre

## Partnerstadt
Schaeffersheim, eine Gemeinde im Elsass, ist Partnergemeinde von Waltersweier.

## Demographie
Einwohnerzahlen nach dem jeweiligen Gebietsstand.
| Jahr | Einwohnerzahl |
| ---- | ------------- |
| 1813 | 326           |
| 1814 | 349           |
| 1834 | 400           |
| 1852 | 501           |
| 1864 | 546           |
| 1905 | 623           |
| 1913 | 565           |
| 1939 | 524           |
| 1950 | 592           |
| 1961 | 614           |
| 1964 | 688           |
| 1970 | 729           |
| 2002 | 1.045         |
| 2006 | 1.053         |
| 2008 | 1.058         |
| 2011 | 1.122         |
| 2014 | 1.122         |
| 2015 | 1.113         |
| 2016 | 1.090         |
| 2018 | 1.088         |

## Kultur und Sehenswürdigkeiten

### Sehenswürdigkeiten
In der alten Schule befindet sich das Heimatmuseum. Ausgestellt werden unter anderem Geräte und Gebrauchsgegenstände zu den Themen Landwirtschaft, Handwerk und heimisches Brauchtum.

### Feuerwehr
Die im Jahre 1936 offiziell gegründete Feuerwehr Waltersweier wurde mit der Eingemeindung zum 1. Dezember 1971 als Abteilung Waltersweier in die Feuerwehr Offenburg eingegliedert.
Am 21. Oktober 2015 wurden die Abteilungen Waltersweier und Weier zur Abteilung West zusammengeführt.

### Religionen
Seit der Dekanatsreform am 1. Januar 2008 gehört Waltersweier und die St. Johannes Nepomuk zum Dekanat Offenburg-Kinzigtal und gehört zudem zur Seelsorgeeinheit St. Ursula Katholische Kirchengemeinde.

## Persönlichkeiten
- Gottfried Nägele (1841–1914), Priester, Biologe, Malakologe